# جون فالكنبيرغ
جون فالكنبيرغ (بالنرويجية البوكمول: Johan Christian Falkenberg)‏ هو مهندس نرويجي، ولد في 8 أكتوبر 1901 في أوسلو في النرويج، وتوفي في 13 يوليو 1963.

## وصلات خارجية
- جون فالكنبيرغ على موقع أوليمبيديا (الإنجليزية)